# Льодовиковий експрес

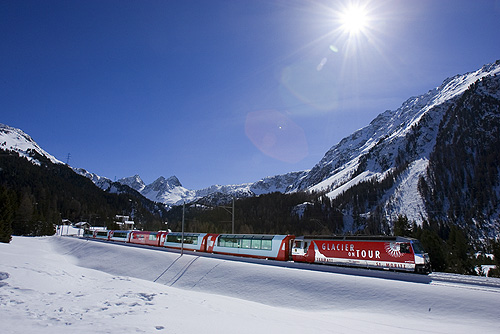
Льодовиковий експрес у долині Альбула

46°35′42″ пн. ш. 9°45′36″ сх. д. / 46.595° пн. ш. 9.76° сх. д.
Льодовиковий експрес — поїзд, що сполучає залізничні вокзали двох великих гірських курортів : Санкт-Моріц й Церматт у швейцарських Альпах. Поїзд експлуатується спільно Маттергорн-Готтард-баном (MGB) і Ретійською залізницею (RhB). Значну частину свого шляху він прямує об'єктом Світової спадщини ЮНЕСКО, Ретійська залізниця в культурному ландшафті Альбулабану й Бернінабану.
Поїзд не є швидкісним і має репутацію найповільнішого експреса у світі. Так як у Санкт-Моріц і Церматт розташовані дві популярні гори, Льодовиковий експрес також називають подорожжю з Піц Берніна на Маттергорн.
Перший Льодовиковий експрес вирушив у 1930 році. Спочатку він був під орудою трьох залізничних компаній: Бриг-Фісп-Церматт-бан (BVZ), Фурка-Оберальп-бан (FO), і RhB. З 2003 року поїзд управляється RhB і новоствореною компанією, MGB, яка виникла через злиття BVZ і FO.
Поїздка на Льодовиковому експресі триває 7,5 годин і проходить по 291 мосту, через 91 тунель і через перевал Оберальп у найвищій точці — 2,033 м над рівнем моря. Вся лінія метрової колії (вузькоколійна), і протягом більшої частини шляху використовує зубчасту систему для підйому на крутих ухилах і для пригальмовування на спуску на зворотному шляху.
Працює щодня, цілорічно, за винятком листопада. Взимку кількість рейсів в день зменшується.

## Історія

### Перші роки
Завершення будівництва FO у 1926 відкрило можливість кантонам Вале і Граубюнден для подальшого розвитку туризму. Зокрема, були пущені Kurswagen (вагони безпересадкового сполучення) між Бриг і Куром, і між Бриг і Санкт-Моріцом
На початку червня 1930 року, коли Фісп-Церматт-бан було продовжено до Бригу метровою колією уздовж долини Рони між Фісп і Бриг, стало можливо проїхати весь шлях від Церматт до Санкт-Моріца і назад. 25 червня 1930, вирушив перший поїзд з Церматт до Санкт-Моріцу, під назвою Льодовиковий експрес Новий поїзд отримав назву на честь льодовика Рона, який знаходиться поруч з Глетчем, на перевалі Фурка
До 1982 року Льодовиковий експрес експлуатувався тільки в літні місяці, тому що перевал Фурка і перевал Оберальп були закриті взимку через сніг. Спочатку поїзд мав у складі вагони першого-третього класу і вагон-ресторан. Між містами Кур і Дізентіс пасажири могли покуштувати гарячий обід у вагоні-ресторані Mitropa. Починаючи з 1933 р, Льодовиковий експрес чіпляється до звичайних пасажирських поїздів між Бриг і Церматт
У найперші роки Льодовиковий експрес використовував електровози на BVZ і RhB, та паровози на FO. У 1941—1942 роках надземна контактна мережа була встановлена на FO, що дозволило використовувати електричну тягу на всій довжині маршруту. Втім, Льодовиковий експрес не курсував у 1943—1946 роках через Другу світову війну
Після відновлення щоденних рейсів у 1948 році, обслуговування в вагоні-ресторані було продовжено від Дізентіса до вершини перевалу Оберальп. Між 1950-ми і 1970-х роках і BRZ, і RhB представили нові локомотиви, що дозволило скоротити розклад. Тим часом, обслуговування у вагоні-ресторані було продовжено далі, до Андерматт

### Цілорічна робота
У 1981 в історії Льодовикового експреса підійшла до кінця епоха, з закриттям на зиму лінії FO через перевал Фурка і тунель Фурка, між Обервальд і Глетч. У червні 1982 року цю лінію замінив базисний тунель Фурка, що нещодавно відкрився. Через це Льодовиковий експрес став відокремлений від льодовика Рона, який дав йому ім'я, але зате зміг працювати цілорічно.
З того часу BVZ, FO і RhB почали позиціонувати Льодовиковий експрес як визначну туристичну пам'ятку. Рекламний матеріал фокусувався на статусі «найповільніший експрес у світі», що проходить 291 км, 91 тунель і 291 мостів. Спеціальний келих на похилій ніжці підкреслив крутизну деяких ділянок маршруту. Пасажиропотік зріс з 20 000 у 1982 році до понад 53 000 у 1983 році, і до 80 000 у 1984 році.

### Останні події
У 1985 розклад Льодовикового експреса було повністю переглянуто. У 1986 — 1993 роках BVZ і FO вклали майже 40 млн швейцарських франків у будівництво 18 нових панорамних вагонів першого класу. До 2005 року понад 250 000 пасажирів подорожували Льодовиковим експресом щороку
7 липня 2008 Альбулабан і Бернінабан були разом записані у список Всесвітньої спадщини ЮНЕСКО під назвою Ретійська залізниця в культурному ландшафті Альбула і Берніна. На початок ХХІ сторіччя Льодовиковий експрес особливо популярний у туристів з Німеччини, Японії та Індії.

## Маршрут

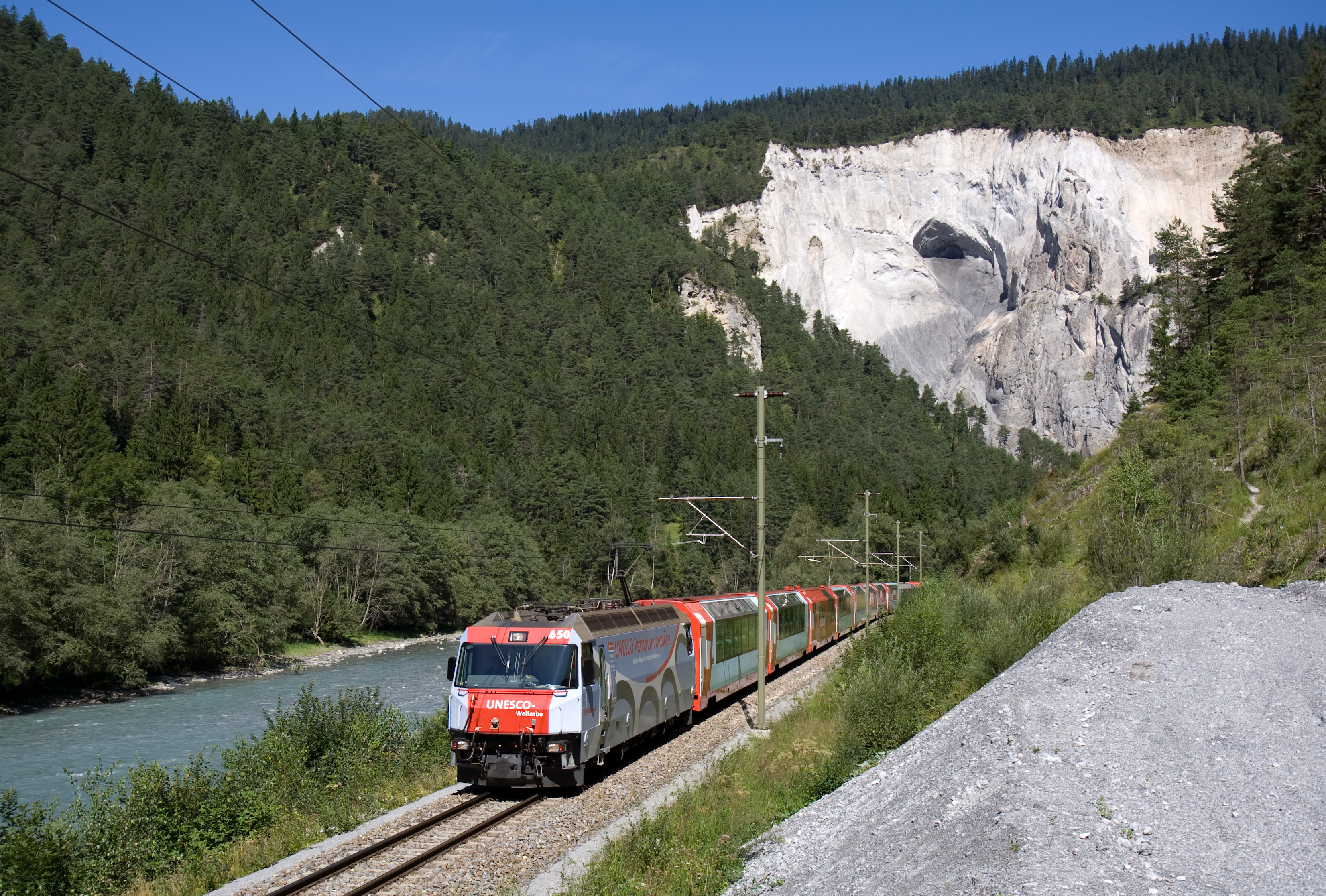
Льодовиковий Експрес у Рейнській ущелині

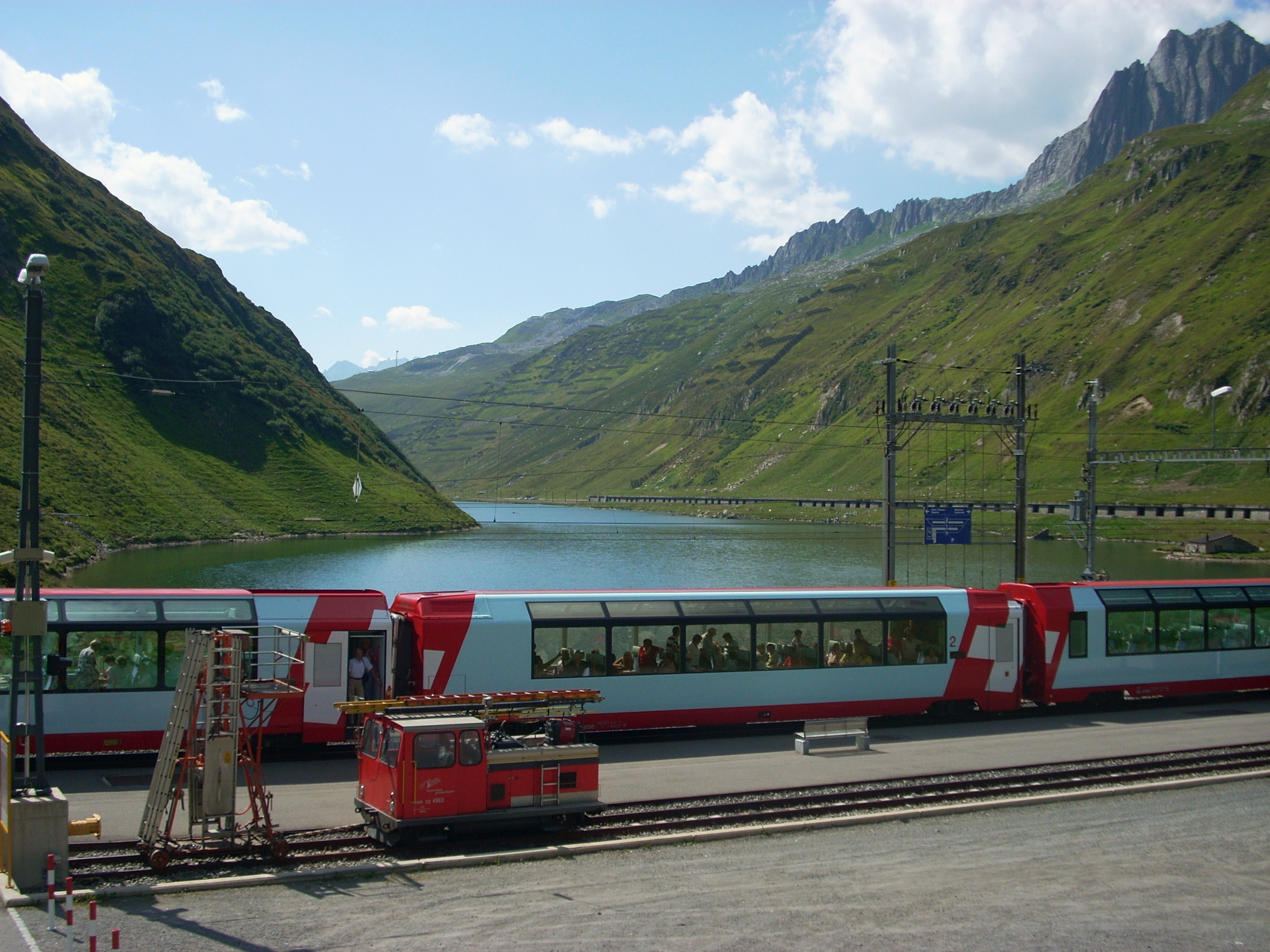
Льодовиковий Експрес на перевалі Оберальп (вища точка)

### Лінія Альбула
Незабаром після відправлення з Санкт-Моріц (1,775 м) у Граубюнден, потяг прямує Самедан і Бевер на плато Енгадін, далі прямує Валь Бевер перед входом в тунель Альбула на висоті 1,815 м (5,955 м) під перевалом Альбула. Після тунелю поїзд проходить через Преду, першу станцію в долині Альбула і прямує у напрямку Бергюн. Між цими двома селами поїзд прямує безліччю спіралей через великий градієнт нахилу (400 м) на невеликій дистанції (5 км).
Після чергової спіралі, поїзд досягає Філізур (1,032 м) в кінці долини. Звідти, потяг прямує віадуком Ландвассер, найцікавішою пам'яткою залізниці і далі на Тузіс (720 м), де він досягає Хінтеррейну і прямує обабіч нього до міста Кур (585 м).

### Дистанція Оберальп
Від Кура поїзд прямує назад уздовж Рейну ущелиною Руйнаульта і повільно піднімається в долину до Іланц (698 м), Дізентісу (1,142 м), де переходить з колій RhB на MGB, і Седрун (1,404 м). Від Седрун градієнт нахилу стає більше і лінія нарешті, досягає її вищої точки, перевалу Оберальп на висоті 2,033 м. Звідти потяг в'їжджає в кантон Урі у Центральній Швейцарії і спускається вниз до Андерматт (1,447 м).

### Дистанція Фурка
Від Андерматт потя прямує долиною Урзеренталь повз села Хоспенталь (1,452 м) і Реальп (1,538 м). Звідти потяг в'їжджає у базисний тунель Фурка, залишаючи стару залізницю, яка піднімається на перевал Фурка (сьогодні обслуговується компанією Парова зубчаста залізниця Фурка), і виїжджає у Обервальді (1,368 м) в долині Гомс, в кантоні Вале. Поїзд потім вирушає у сторону Брига, прямуючі вздовж Рони, і проходить повз села Ульрихен (1,346 м), Мюнстер-Гешинен (1,359 м) і Фіш (1,049 м), перш ніж пройти через наступну спіраль.

### Дистанція Маттерталь
Від Бриг (678 м) поїзд прямує через Фісп (651 м), потім входить в долину Маттерталь і піднімається вгору, проходячи села Штальден (799 м), Санкт-Никлаус (1,127 м) і Ранда (1,408 м). Теш (1,450 м) є важливою станції в кінці відкритої для автомобілів дороги, і тому там розташований термінал для автомобілістів. Після крутого перегону поїзд, нарешті, прибуває у Церматт (1,616 м), після майже 8 годин у дорозі

## Ресурси Інтернету
- Website des Glacier-Express [Архівовано 9 січня 2008 у Wayback Machine.]
- Glacier Express auf offizieller Website Graubünden Ferien Schweiz [Архівовано 8 липня 2014 у Wayback Machine.]
- Fahrtroute auf OpenStreetMap